# Skoptisches Syndrom
Das Skoptische Syndrom ist eine Krankheit, in deren Verlauf Bedürfnisse nach genitaler Selbstverstümmelung auftreten. Die Bezeichnung leitet sich von den Skopzen ab, einer russischen Sekte, die rituelle Genitalverstümmelungen praktizierte. Das DSM IV definiert es als nicht weiter spezifizierte Form der Geschlechtsidentitätsstörung (Gender Identity Disorder).

## Krankheitsbild und wissenschaftliche Einordnung
Es gibt verschiedene Krankheitsbilder sowie Vermutungen über die Ursachen und Begründungen für die, insgesamt ziemlich problematische, Einordnung des skoptischen Syndroms durch die Fachwissenschaft und Medizin.
Als Grund für die Bedürfnisse und Wünsche der Betroffenen nach genitaler (Selbst)-Verstümmelung, etwa nach einer Kastration, Penektomie oder Klitoridektomie, wird oft von psychiatrischer Seite ein sexuell induziertes Schuldgefühl vermutet. Ein weiterer Erklärungsansatz ist die Einordnung der Krankheit als wissenschaftlich noch nicht vollständig erforschte, extreme Form des Masochismus. Teilweise wird das Syndrom von Seiten der Fachwissenschaft als Form der Dysmorphophobie betrachtet.
Es gibt Berichte über einige Betroffene, welche die selbst herbeigeführten Verstümmelungen oder operativ durchgeführten Eingriffe als „Befreiung“ beschrieben, während andere Betroffene aussagten, sie würden sich zum Zweck der sexuellen Stimulation selbst verstümmeln.

## Trivia
- Ein Aquarellbild des Musikers Marilyn Manson trägt den Namen „Skoptic Syndrome“. Er widmete es seinem Großvater Jack Warner, der am skoptischen Syndrom litt.